# جيري أتكينسون
جيري أتكينسون (بالإنجليزية: Jerry Atkinson)‏ هو سياسي أمريكي، ولد في 25 يناير 1921، وتوفي في 21 أبريل 2006 بسبب نوبة قلبية. انتخب عضو مجلس نواب تينيسي.